# Vua phá lưới J.League
The Vua phá lưới J. League là giải thưởng của J.League trao cho cầu thủ ghi bàn nhiều nhất trong mùa giải
| Năm  | Cầu thủ          | Bàn thắng | Câu lạc bộ           | Quốc tịch |
| ---- | ---------------- | --------- | -------------------- | --------- |
| 1993 | Ramón Díaz       | 28        | Yokohama Marinos     | Argentina |
| 1994 | Frank Ordenewitz | 30        | JEF United Ichihara  | Đức       |
| 1995 | Masahiro Fukuda  | 32        | Urawa Red Diamonds   | Nhật Bản  |
| 1996 | Kazuyoshi Miura  | 23        | Verdy Kawasaki       | Nhật Bản  |
| 1997 | Patrick Mboma    | 25        | Gamba Osaka          | Cameroon  |
| 1998 | Masashi Nakayama | 36        | Jubilo Iwata         | Nhật Bản  |
| 1999 | Hwang Sun-Hong   | 24        | Cerezo Osaka         | Hàn Quốc  |
| 2000 | Masashi Nakayama | 20        | Jubilo Iwata         | Nhật Bản  |
| 2001 | Will             | 24        | Consadole Sapporo    | Brasil    |
| 2002 | Naohiro Takahara | 26        | Jubilo Iwata         | Nhật Bản  |
| 2003 | Ueslei           | 22        | Nagoya Grampus Eight | Brasil    |
| 2004 | Emerson          | 27        | Urawa Red Diamonds   | Brasil    |
| 2005 | Araújo           | 33        | Gamba Osaka          | Brasil    |
| 2006 | Washington       | 26        | Urawa Red Diamonds   | Brasil    |
| 2006 | Magno Alves      | 26        | Gamba Osaka          | Brasil    |
| 2007 | Juninho          | 22        | Kawasaki Frontale    | Brasil    |
| 2008 | Marquinhos       | 21        | Kashima Antlers      | Brasil    |
| 2009 | Ryoichi Maeda    | 20        | Jubilo Iwata         | Nhật Bản  |
| 2010 | Ryoichi Maeda    | 17        | Jubilo Iwata         | Nhật Bản  |
| 2010 | Joshua Kennedy   | 17        | Nagoya Grampus       | Úc        |
| 2011 | Joshua Kennedy   | 19        | Nagoya Grampus       | Úc        |
| 2012 | Hisato Satō      | 22        | Sanfrecce Hiroshima  | Nhật Bản  |
| 2013 | Yoshito Ōkubo    | 26        | Kawasaki Frontale    | Nhật Bản  |
| 2014 | Yoshito Ōkubo    | 18        | Kawasaki Frontale    | Nhật Bản  |
| 2015 | Yoshito Ōkubo    | 23        | Kawasaki Frontale    | Nhật Bản  |

## Theo câu lạc bộ
| # | Câu lạc bộ          | Số cầu thủ giành giải |
| - | ------------------- | --------------------- |
| 1 | Júbilo Iwata        | 5                     |
| 2 | Kawasaki Frontale   | 4                     |
| 3 | Gamba Osaka         | 3                     |
| 3 | Nagoya Grampus      | 3                     |
| 3 | Urawa Red Diamonds  | 3                     |
| 6 | Cerezo Osaka        | 1                     |
| 6 | Consadole Sapporo   | 1                     |
| 6 | JEF United Chiba    | 1                     |
| 5 | Kashima Antlers     | 1                     |
| 6 | Tokyo Verdy         | 1                     |
| 6 | Yokohama F. Marinos | 1                     |
| 6 | Sanfrecce Hiroshima | 1                     |